# ÖBB 1016
De ÖBB Rh 1016, met als officiële bijnaam Taurus I, is een universele meerspanningslocomotief van de Österreichische Bundesbahnen (ÖBB), type ES 64 U2 gebouwd door Siemens Rail Systems.

## Geschiedenis
In de 1996 gaf een projectgroep van de Österreichische Bundesbahnen opdracht aan de industrie voor het uitbrengen van een offerte voor de ontwikkeling nieuwe locomotieven ter vervanging van oudere locomotieven van de ÖBB serie 1110, de ÖBB serie 1010 en de ÖBB serie 1040.
Voor deze aanbesteding schreven de volgende fabrikanten in:
- Adtranz
- Siemens
- Ansaldo
- Consortium GEC Alstom en ELIN
- Consortium Siemens en Adtranz (Consortium voor de bouw van de ÖBB serie 1012, toen met ELIN)
- Consortium SLM en Adtranz

In 1998 viel de keuze op de offerte van Siemens dat een prototype voorstelde op basis van de DB de serie 152, gebouwd door Krauss-Maffei in München-Allach. Uit dit prototype ontstond een groot aantal varianten.
De techniek uit de locomotieven van de ÖBB serie 1822 stond model voor deze locomotieven.

## Constructie en techniek
De locomotief heeft een stalen frame. De tractieïnstallatie is uitgerust met een draaistroom en heeft driefasige asynchrone motor in de draaistellen. Iedere motor drijft een as aan.

### Nummers
De locomotieven zijn als volgt genummerd:
| Lijst van de ES 64 U / Baureihe 1016 |          |                                                 |             |
| Nummer                               | Eigenaar | UIC nummer                                      | Opmerkingen |
| 1016 001-0 1016 050-7                | ÖBB      | 91 81 10 16 001-0 A-ÖBB 91 81 10 16 050-7 A-ÖBB |             |

## Treindiensten
De locomotieven worden door de Österreichische Bundesbahnen (ÖBB) ingezet in het personenvervoer en het goederenvervoer in onder meer Oostenrijk en Duitsland.